# Konstantínos Parthénis
Konstantínos Parthénis (grec moderne : Κωνσταντίνος Παρθένης ; Alexandrie, Khédivat d'Égypte, 10 mai 1878 - Athènes, Royaume de Grèce, 25 juillet 1967) est un peintre grec de renom dont l'œuvre entraîne un changement significatif dans la vie artistique de la Grèce au début du XXe siècle.

## Biographie
Konstantínos Parthénis naît à Alexandrie, en Égypte, le 10 mai 1878, d'un père grec, du nom de Nikólaos Parthénis, employé au sein du consulat britannique local et originaire de la région de Macédoine, et d'une mère italienne, du nom d'Elisabetta Ceresuoli, originaire du village d'Arpino, dans les environs de Rome., Cependant, ses deux parents décèdent alors qu'il est encore adolescent. Il acquiert une solide éducation et est polyglotte, parlant et écrivant l'italien, l'allemand, le français, l'anglais et le grec. Il s'adonne depuis son plus jeune âge à la peinture et sa première œuvre connue date de 1892.
Au cours de la période entre 1895 et 1903, il étudie la peinture au sein de l'Académie des Beaux-Arts de Vienne, l'un des centres du modernisme, auprès du peintre allemand Karl Wilhelm Diefenbach. En même temps, il suit des cours de musique au sein du conservatoire de la ville. À Vienne, il effectue sa première exposition en 1899 (au sein du Boehms Künstlerhaus), tandis que l'année suivante (1900), il expose ses œuvres à Athènes.
En 1903, il se rend en Grèce et s'installe à Athènes. Il effectue divers voyages notamment à Kavála, Constantinople et Poros, où il réalise les fresques de l'église locale dédiée à Saint Nicolas. En 1908, il réalise les fresques de l'église Saint-Georges du Caire.
En 1909, il épouse Ioulía Valsamáki, issue d'une famille noble de Céphalonie. Au cours de la période entre 1909 et 1914, Parthénis vit à Paris, où il s'initie au mouvement post-impressionniste, avant, finalement, de développer son propre style. À Paris, il participe à différentes expositions de peinture et obtient d'importantes distinctions (prix pour le tableau La pente, 1910, et premier prix d'une exposition d'art religieux pour le tableau L'Annonciation, 1911).
En 1911, il s'installe à Corfou où il rencontre d'importants intellectuels grecs, tels que Konstantínos Theotókis et Konstantínos Chatzópoulos, alors qu'il apparaît initialement comme membre de la Communauté des Neuf. En 1917, il s'installe définitivement à Athènes et fonde, avec Nikólaos Lýtras, Konstantínos Maléas, Theófrastos Triantafyllídis, ainsi que d'autres peintres, le Groupe « Téchni », dans le but de renverser l'académisme conservateur prévalant encore à l'époque dans la vie artistique athénienne. Le Groupe « Téchni » est associé au Parti libéral, en raison de son caractère moderniste en tant que mouvement,.
En 1919, Parthénis est chargé de peindre l'église Saint-Alexandre à Paleó Fáliro. En 1920, sa première grande exposition individuelle a lieu au sein du palais Zappéion où sont présentées plus de 240 de ses peintures. L'une d'entre elles, « La lamentation du crucifié » (grec moderne : Ο Θρήνος του Εσταυρωμένου, est offerte par lui-même à la Pinacothèque nationale d'Athènes. Sa renommée commence déjà à croître et les récompenses se multiplient. Au cours de la même année, Elefthérios Venizélos lui décerne le prix des Arts et des Lettres, pour son tableau intitulé « Annonciation » (grec moderne : Ευαγγελισμός). En 1923, sa première candidature à un poste de professeur au sein de l'École des beaux-arts d'Athènes est rejetée. Finalement, il est nommé à ce poste en 1929, en vertu d'une loi spéciale. Le Premier ministre, Aléxandros Papanastasíou, ainsi que le professeur de l'école, Zacharías Papantoníou, jouent un rôle majeur dans le recrutement de Parthénis au sein de l'école. Les circonstances du recrutement de Parthénis créent un climat d'hostilité à son égard de la part des autres professeurs. Cependant, au contraire, il est populaire auprès de ses étudiants.
Au 40, rue Rovértou Gálli, au pied de l'Acropole, il construit sa célèbre maison, qu'il conçoit conjointement avec Dimítris Pikiónis, selon les principes du Bauhaus. Au sein de son atelier de l'École des beaux-arts d'Athènes, de futurs peintres grecs de renom, tels, entre autres, Giánnis Tsaroúchis, Níkos Engonópoulos, Diamantís Diamantópoulos, Rhéa Leontarítou, étudient auprès de Parthénis et établissent avec lui une relation étroite basée sur le profond respect que ce dernier leur inspire.
En 1937, il reçoit le prix d'or de l'Exposition internationale de Paris pour son tableau intitulé « Hercule combattant les Amazones » (grec moderne : Ο Ηρακλής μάχεται με τις Αμαζόνες). En 1938, lors de la Biennale de Venise, le gouvernement italien achète un tableau de l'artiste représentant l'Annonciation.
Cependant, ces années de vie confortable, luxueuse et mondaine (les soirées de la maison de Parthenis sont célèbres), mais aussi consacrées à son art et à la musique, qu'il aime avec passion, sont suivies par d'autres années sombres et difficiles.
Pendant la Guerre italo-grecque de 1940, Konstantínos Parthénis, avec d'autres universitaires grecs, souscrit à l'appel des intellectuels grecs aux intellectuels du monde entier qui, d'une part, mettent en garde contre l'attaque malveillante de l'Italie et, d'autre part, stimulent l'opinion publique mondiale vers une révolution de la conscience visant à créer un nouveau marathon spirituel commun.
Malgré sa renommée, Parthénis s'enferme peu à peu dans l'isolement et le silence. En 1947, il démissionne de son poste de professeur, ne supportant plus le conservatisme de l'École, Giánnis Móralis lui succédant.
Désormais, il ne communique plus avec personne. Confiné au sein de son domicile, rue Rovértou Gálli, avec son épouse et sa fille, il s'adonne à la peinture et à la méditation. En 1948, il obtient le premier prix de peinture à l'exposition panhellénique, mais aucun prix n'est décerné., En 1954, il reçoit la décoration de taxiarque de l'Ordre de Georges Ier et, en 1965, la décoration de taxiarque d'or de l'Ordre du Phénix. En 1966, En 1966, ses anciens élèves organisent une grande exposition de ses œuvres au sein de l'Institut technologique athénien, à laquelle, cependant, lui-même n'assiste pas.
Vers la fin de sa vie, Parthénis devient paralysé et cesse toute activité. En avril 1967 - un an plus tôt, son épouse est décédée - le tribunal place Parthénis sous le coup d'une interdiction judiciaire. Le 25 juillet 1967, Parthenis meurt dans la pauvreté et l'isolement, alors que sa fille Sofía (1908-1982) et son fils Níkos (décédé en 1999) sont déjà impliqués dans un conflit juridique concernant la garde de leur père paralysé. Le 8 décembre 1982, Sofía meurt dans l'incendie de la maison où elle vit, complètement seule. Auparavant, un autre incendie a lieu dans sa maison, ce qui l'amène à décider de faire don de l'ensemble des œuvres de son père à la Pinacothèque nationale d'Athènes. Marínos Kalligás, directeur de la Pinacothèque nationale d'Athènes, déclare notamment lors de son éloge funèbre : « Parthénis nous a ouvert les yeux sur une autre facette, jusqu'alors inconnue, de notre pays. Il a mis au jour une expression cachée de notre pays. Il a changé le cours de notre vision artistique. Il a scellé de sa personnalité une époque critique ».

## Son œuvre
Konstantínos Parthénis, bien que considéré comme l'un des fondateurs de la peinture grecque du XXe siècle, n'est accepté que par une minorité, le grand milieu artistique le considérant comme une « anorthographie », tandis que certains de ses collègues et universitaires de l'époque le combattent et l'affaiblissent de toutes les manières possibles. Aristocrate de l'art et maître de la vie, Parthénis est considéré comme un cas à part dans la peinture grecque moderne. Dans un premier temps, ses études à Vienne et sa formation musicale, le rapprochent du symbolisme allemand et des débuts de l'expressionnisme allemand, tandis que les critiques d'art le qualifient de moderniste et de « sécessionniste ».[réf. nécessaire]
Par la suite, son rapprochement avec le post-impressionnisme à Paris et sa connaissance approfondie de l'iconographie byzantine l'amènent à formuler un style tout à fait personnel, dans lequel une Grèce idéalisée est représentée dans des couleurs vives et désincarnées. Ses œuvres, empreintes d'idéalisme et d'harmonie, sont dominées par des figures et des paysages, tandis que le dessin et la couleur s'entremêlent, libérés du poids de la matière, dans un rapport purement psychique.
Nombre d'œuvres de Parthénis sont exposées au sein de la Pinacothèque nationale d'Athènes, de la Galerie municipale d'Athènes, ainsi que dans de nombreuses autres collections publiques et privées en Grèce et à l'étranger. Au cours des dernières années, l'intérêt du public pour les œuvres de l'artiste est ravivé et ses peintures sont vendues à des prix très élevés dans le cadre de ventes aux enchères internationales.